# Euphyia spoliata
Euphyia spoliata är en fjärilsart som beskrevs av Walker 1862. Euphyia spoliata ingår i släktet Euphyia och familjen mätare. Inga underarter finns listade i Catalogue of Life.